# Abraham Albert Hijmans van den Bergh

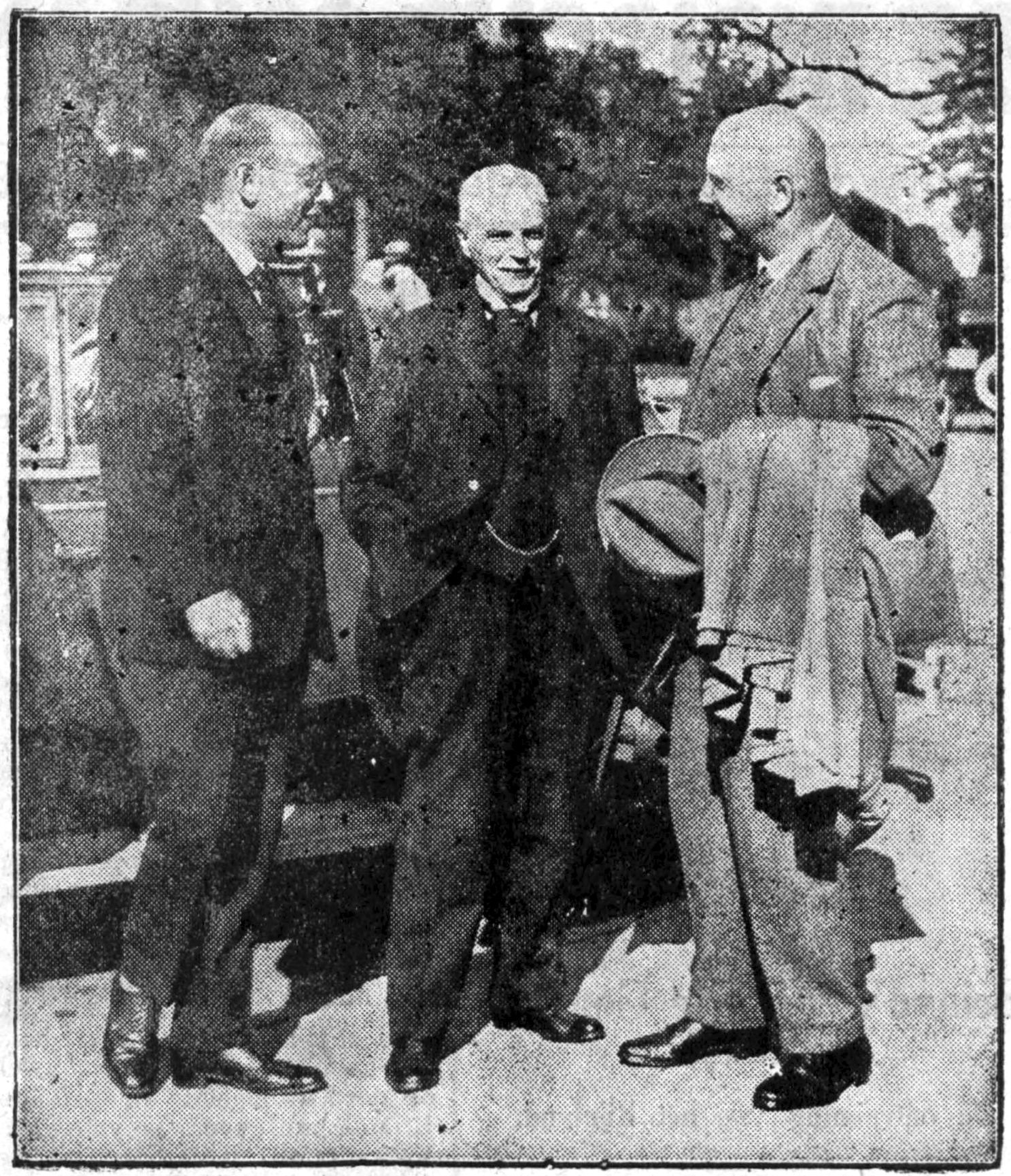
Links: Isidore Snapper, Mitte: Abraham Albert Hijmans van den Bergh, Rechts: Polak Daniels (1928)

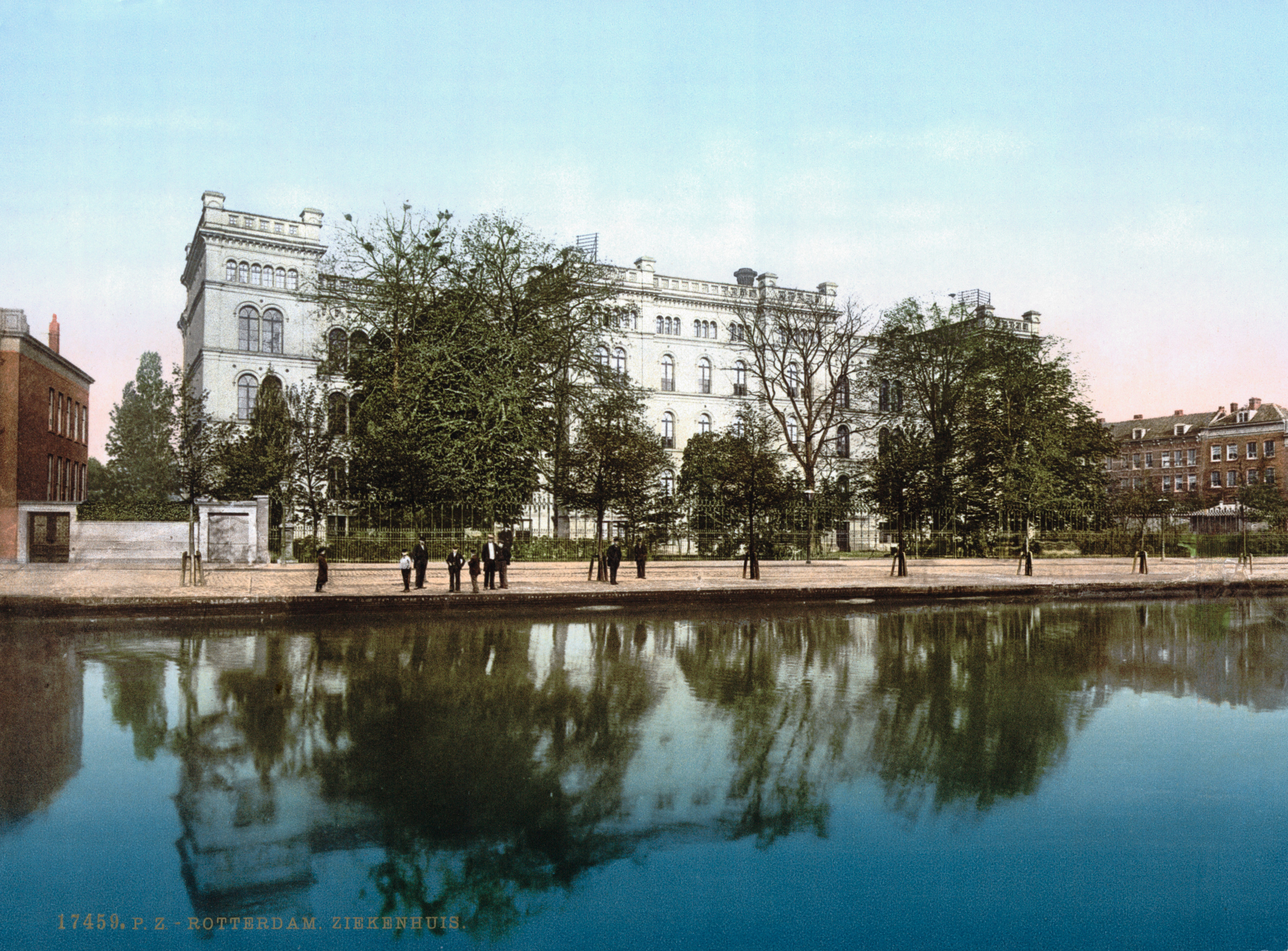
Coolsingelkrankenhaus (zwischen 1890 und 1905)

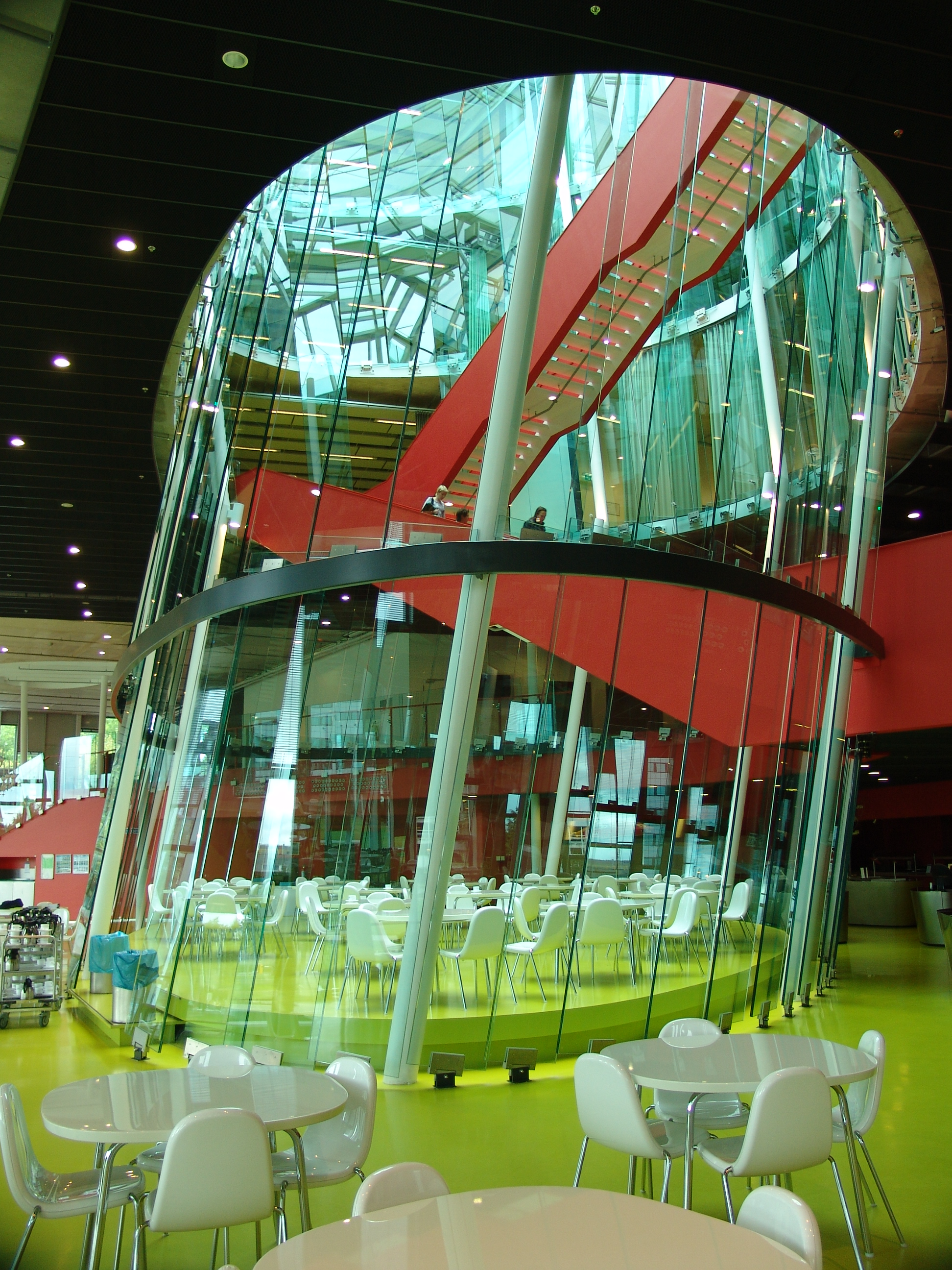
Hijmans van den Berghgebouw (Innenansicht)

Abraham Albert Hijmans van den Bergh (* 1. Dezember 1869 in Rotterdam; † 28. September 1943 in Utrecht) war ein niederländischer Internist und Hochschullehrer.

## Leben
Abraham Albert Hijmans van den Bergh war ein Sohn von Benjamin Hijmans (1842–1931) und dessen Ehefrau Berdina van den Bergh (1839–1908).
Hijmans van den Bergh studierte ab 10. Oktober 1890 an der Universität Leiden Medizin, legte neun Monate später im Juli 1891 am Rotterdamer Gymnasium Erasmianum sein Abitur ab und bestand am 8. März 1895 in Leiden sein Medizinexamen. Anschließend war er Assistent bei Willem Nolen, promovierte am 21. Mai 1896 in Leiden mit seiner Dissertation De giftigheid der urine en de teer der auto-intoxicatie und ließ sich nach Aufenthalten an den Kliniken bei Alois Epstein in Prag und Adalbert Czerny in Breslau im April 1897 als praktischer Arzt in Rotterdam nieder. Er wirkte dann als Mediziner am städtischen Coolsingel-Krankenhaus, war in der Nachfolge von Karel Frederik Wenckebach von 1912 bis 1918 ordentlicher Professor für Innere Medizin an der Universität Groningen und wurde 1918 in der Nachfolge von Sape Talma ordentlicher Professor für Innere Medizin an der Universität Utrecht, wo er zwanzig Jahre später im Jahr 1938 emeritiert wurde.
Darüber hinaus wirkte er ab 1918 als Leibarzt des im holländischen Exil lebenden letzten deutschen Kaisers Wilhelm II. und verblieb, obwohl er jüdischen Glaubens war, auch während der deutschen Besatzung der Niederlande bis 1941 in dieser Position. Nach dem Tod von Wilhelm II. wurde Abraham Albert Hijmans van den Bergh unter Hausarrest gestellt und verblieb bis zu seinem Lebensende in den Niederlanden.
Er ist Namensgeber für den Van-den-Bergh-Test, bei dem Hijmans van den Bergh die spezifische Erfassung der beiden differenzialdiagnostisch wichtigen Typen des Bilirubins möglich gemacht hat.
Zu seinen Schülern gehört der Internist Lambert Anthonie Hulst (1905–1996).
Abraham Albert Hijmans van den Bergh wurde am 16. Mai 1919 in die Königlich Niederländische Akademie der Wissenschaften und 1932 unter der Präsidentschaft des Schweizer Physiologen Emil Abderhalden als Mitglied der Sektion Innere Medizin in die Deutsche Akademie der Naturforscher Leopoldina aufgenommen.
Er war Ehrendoktor der Universitäten von Athen (1937) und Brüssel (1934) sowie Ritter des Orden vom Niederländischen Löwen und Officier in de Orde van Oranje-Nassau. An der Universität Utrecht wurde ihm zu Ehren das Hijmans van den Berghgebouw benannt.
Abraham Albert Hijmans van den Bergh war seit 1900 verheiratet mit Catharina Maria Hudig (1874–1959). Das Ehepaar hatte einen Sohn und zwei Töchter.

## Schriften (Auswahl)
- De giftigheid der urine en de teer der auto-intoxicatie. Dissertation, Leiden 1896
- mit P. Müller: Über eine direkte und eine indirekte Diazoreaktion auf Bilirubin. In: Biochemische Zeitschrift, 77, 1916, S. 90–103
- Der Gallenfarbstoff im Blute. S.C. Van Doesburgh, Leiden 1928 (archive.org)